# Best ~Third Universe~ / Universe
Albums de Kumi Kōda
Trick
(2009) Dejavu
(2011)
Compilations par Kumi Kōda
Out Works and Collaboration Best
(2009) Summer of Love
(2015)
Remix par Kumi Kōda
Koda Kumi Driving Hit's (2009) Koda Kumi Driving Hit's 2 (2010)
Singles
Best ~Third Universe~ / Universe est à la fois le 8e album (Universe) et la 5e compilation (Best ~Third Universe~) de Kumi Kōda, sorti sous le label Rhythm Zone le 3 février 2010 au Japon. Il atteint la 1re place du classement de l'Oricon. Il se vend à 221 887 exemplaires la première semaine, et reste classé pendant 31 semaines, pour un total de 371 590 exemplaires vendus. 
Il sort en trois formats : "1CD" (contenant seulement la compilation + la possibilité de télécharger les titres de l'album), "2CD" (contenant la compilation + l'album), et "2CD+DVD" (la compilation + l'album + un DVD comprenant les clips des titres).
Le disque compilation Best ~Third Universe~ reprend les chansons allant du single Koi no Tsubomi à l'album Trick (album). Quatre chansons venant des singles ne sont pas incluses dans l'album, Juicy, Cherry Girl, Unmei et Aishō.
Le disque original Universe est le 8e album de Kumi Kōda, il reprend ses derniers singles plus des inédits, sauf Hashire! et faraway.

## Liste des titres
| 1.  | Koi no Tsubomi (恋のつぼみ)  | Kumi Kōda                               | Yusuke Kato                                         | Yusuke Kato                                         | 4:06 |
| 2.  | I'll Be There                | Kumi Kōda                               | Shintaro Hagiwara                                   | Tasuku                                              | 4:15 |
| 3.  | Ningyo Hime (人魚姫)         | Kumi Kōda                               | Miki Watanabe                                       | Miki Watanabe                                       | 4:25 |
| 4.  | With Your Smile              | Kumi Kōda                               | Toru Watanabe                                       | h-wonder                                            | 4:15 |
| 5.  | Yume no Uta (夢のうた)       | Kumi Kōda                               | Hiroo Yamaguchi                                     | Toru Watanabe                                       | 4:43 |
| 6.  | But                          | Kumi Kōda                               | Tommy Henriksen                                     | Tommy Henriksen                                     | 3:37 |
| 7.  | Freaky                       | Kumi Kōda                               | Tommy Henriksen                                     | Tommy Henriksen                                     | 3:18 |
| 8.  | Girls                        | Kumi Kōda                               | Kosuke Morimoto                                     | h-wonder                                            | 4:37 |
| 9.  | Ai no Uta (愛のうた)         | Kumi Kōda, Kosuke Morimoto              | Kosuke Morimoto                                     | Tomoji Sogawa                                       | 4:51 |
| 10. | Last Angel feat. Tohoshinki  | Kumi Kōda, H.U.B.                       | Negin, Ian-Paolo Lira, Hugo Lira, Thomas Gustafsson | Negin, Ian-Paolo Lira, Hugo Lira, Thomas Gustafsson | 3:48 |
| 11. | Anytime                      | Kumi Kōda                               | Hideya Nakazaki                                     | Hideya Nakazaki                                     | 4:09 |
| 12. | Moon Crying                  | Kumi Kōda                               | miwa furuse                                         | h-wonder, Jun Abe                                   | 5:43 |
| 13. | That Ain't Cool feat. Fergie | Kumi Kōda, Stacy Ferguson, Keith Harris | Keith Harris                                        |                                                     | 3:30 |
| 14. | Lady Go!                     | Kumi Kōda                               | Kousuke Morimoto                                    | Yusuke Tanaka                                       | 4:02 |
| 15. | Taboo                        | Kumi Kōda, HIRO                         | HIRO                                                | HIRO                                                | 3:50 |
| 16. | Stay with Me                 | Kumi Kōda                               | Kazuto Narumi                                       | Daisuke Kahara                                      | 4:53 |

| 1.  | Step Into My World                                                  | Sty                                                                     | Sty                                          |                   | 2:59 |
| 2.  | Can We Go Back                                                      | Kumi Kōda, Adam Watts, Andy Dodd, Shanna Crooks                         | Adam Watts, Andy Dodd                        |                   | 3:23 |
| 3.  | Superstar                                                           | Kumi Kōda, Figge, Johan Lindman                                         | Figge                                        |                   | 3:19 |
| 4.  | You're So Beautiful                                                 | Kumi Kōda, Johan Fransson, Tim Larsson, Tobias Lundgren                 | Tim Larsson                                  |                   | 3:40 |
| 5.  | Lick me♥                                                            | Kumi Kōda                                                               | Yoo                                          | Hiroto Suzuki     | 3:28 |
| 6.  | Work It Out!                                                        | Kumi Kōda, Dana Calitri, Nina Ossoff, Tommy Henriksen                   | Tommy Henriksen                              |                   | 3:46 |
| 7.  | No Way                                                              | Kumi Kōda                                                               | U-Key Zone                                   |                   | 5:39 |
| 8.  | Stay                                                                | Kumi Kōda                                                               | Markie                                       |                   | 4:10 |
| 9.  | Comes Up                                                            | Kumi Kōda, Yuuki                                                        | Yuuki                                        |                   | 3:53 |
| 10. | Physical Thing                                                      | Kumi Kōda, Hugo Lira, Ian-Paolo Lira, Negin, Nosheen, Thomas Gustafsson | Hugo Lira, Ian-Paolo Lira, Thomas Gustafsson |                   | 2:55 |
| 11. | Ecstasy                                                             | Hum                                                                     | Hum                                          | Hum               | 3:26 |
| 12. | Universe                                                            | Hiro                                                                    | Hiro                                         |                   | 3:33 |
| 13. | It's All Love! (Kumi Koda x Misono)                                 | Kumi Kōda, Misono                                                       | Kenichi Maeyamada                            | h-wonder          | 4:55 |
| 14. | Alive                                                               | Kumi Kōda                                                               | G.F. Handel, Taro Iwashiro                   | Taro Iwashiro     | 3:41 |
| 15. | Moon Crying (Live Version in Taiwan, version First Press seulement) | Kumi Kōda                                                               | Miwa Furuse                                  | h-wonder, Jun Abe | 7:47 |

| 1.  | Koi no Tsubomi (恋のつぼみ)         |  | 4:06 |
| 2.  | Ningyo Hime (人魚姫)                |  | 4:40 |
| 3.  | Yume no Uta (夢のうた)              |  | 5:06 |
| 4.  | But                                 |  | 3:53 |
| 5.  | Freaky                              |  | 3:42 |
| 6.  | Ai no Uta (愛のうた)                |  | 4:40 |
| 7.  | Last Angel feat. Tohoshinki         |  | 4:11 |
| 8.  | Anytime                             |  | 4:14 |
| 9.  | Moon Crying                         |  | 6:31 |
| 10. | Taboo                               |  | 4:09 |
| 11. | Stay with Me                        |  | 5:09 |
| 12. | It's All Love! (Kumi Koda x Misono) |  | 5:02 |
| 13. | Lick Me                             |  | 3:39 |
| 14. | Ecstasy                             |  | 3:35 |
| 15. | Physical Thing                      |  | 3:09 |
| 16. | Can We Go Back                      |  | 4:37 |
| 17. | Superstar                           |  | 3:25 |
| 18. | You're So Beautiful                 |  | 3:49 |